# Angélique Arnaud
Angélique Arnaud (Gannat, 2 de diciembre de 1797-París, 9 de abril de 1884) fue una escritora feminista francesa.
Viajó a París y se involucró en círculos feministas alrededor de Henri de Saint-Simon. Además de novelas, escribió artículos y panfletos. Estudió con François Delsarte y escribió un estudio crítico sobre él.

## Biografía
Comenzó a escribir artículos para periódicos en 1833, abordando asuntos liberales y republicanos. El salario le permitió contratar un tutor para sus hijos y, por ende, disponer de más tiempo para escribir. Se adscribía ya a las causas feminista y socialista y era una fiel seguidora del saint-simonianismo.
Sus novelas tuvieron gran acogida entre el público femenino. George Sand las alabó fervientemente. Asimismo, Arnaud se mostró activa en la Sociedad para el Avance de las Mujeres y prosiguió escribiendo para la prensa femenina. Maria Deraismes dijo de ella que era «la apóstol de todas las grandes demandas. No hubo movimiento humanitario y generoso de este siglo en el que no se involucrase».

## Obras
- La Comtesse de Sergy, 1838
- Clémence, 1841
- Une tendre dévote, 1874
- La Cousine Adèle, 1879
- François Delsarte; Ses découvertes en esthétique, sa science, sa méthode